# Énètses
Cet article concerne le peuple énètse. Pour la langue énètse, voir Énètse.
Les Énètses ou Enets (en russe : Энцы) sont un peuple samoyède semi-nomade vivant majoritairement en Sibérie à l'est de l'Ienisseï. Parmi les sédentaires, une majorité réside dans le village de Potapovo situé au nord du Kraï de Krasnoïarsk près du cercle Arctique. Selon le recensement russe de 2002, la communauté énètse compte 237 âmes. Leur nombre chute graduellement, selon le recensement russe de 2010, ils sont 227. Puis selon celui de 2020, ils ne sont plus que 2001. Dans le recensement ukrainien de 2001, la population énètse s'élève à 26 personnes parmi lesquelles 18 sont capables de parler la langue samoyède énètse.